# Louis-Robert Goust
Louis-Robert Edme Goust est un architecte français né le 8 juin 1761 à Beaumesnil et mort le 11 juillet 1838.
Il obtient le second grand prix de Rome d'architecture en 1786 et 1788.

## Biographie
Protégé de Charles Claude Flahaut de La Billarderie, il fréquente l'académie royale d'architecture en 1782, après avoir été l'élève de Guizien architecte et Barthelemy peintre du roi en 1777. À l'académie, c'est Jean-François Chalgrin († 1811) qui se charge de sa formation à partir de 1783 et jusqu'à sa mort.
Aux débuts de la Révolution, à Paris, on sait qu'il est membre de la Section de Marat, appelé à témoigner dans le procès des hébertistes, et demeure au no 28 rue de l'Hirondelle.
En 1794, il est nommé inspecteur des travaux du palais du Luxembourg. C'est à ce titre qu'il supervise l'aménagement du palais et le jardin jusqu'en 1805. Entre-temps, il expose au salon de 1802.
Il a été le second de Chalgrin aussi bien pour les fêtes nationales données sur le Champ-de-Mars et aux Invalides que pour l'exposition des objets d'industrie de 1806.
Inspecteur en 1806 puis contrôleur en 1809, le 1er mai 1811, Goust est nommé architecte pour la construction de l'arc de Triomphe, en remplacement de Chalgrin qui est mort cinq mois plus tôt. L'arrivée des troupes ennemies en France entraîne l'arrêt complet des travaux.
À partir de 1814, il travaille, à la suite de Louis-Ambroise Dubut, sur la transformation de l'ancien château des archevêques de Rouen en maison centrale. Il reçoit la même mission pour la maison centrale de force et de correction de Limoges puis, en 1822, est chargé de l'extension des infrastructures de Poissy.
En 1819, il est l'architecte pour la reconstruction de l'église Saint-Nicolas-Saint-Eugène de Beaumesnil (Eure).
Par l'ordonnance du 9 octobre 1823, le roi Louis XVIII décide d'achever la construction de l'Arc de Triomphe et de le consacrer à l'expédition d'Espagne qui s'était terminée par la prise du fort du Trocadéro par son neveu le duc d'Angoulême, le 31 août 1823, et le rétablissement du roi Ferdinand VII sur le trône d'Espagne. La direction du projet est donnée au vicomte Héricart de Thury, directeur des bâtiments civils, avec les deux architectes, Louis-Robert Goust, et Jean-Nicolas Huyot qu'on lui adjoint. Il se retire en 1830.

## Distinctions
- chevalier de la Légion d'honneur[3].

- second prix de Rome en 1786 et 1788.